# Utricularia nigrescens
Utricularia nigrescens este o specie de plante carnivore din genul Utricularia, familia Lentibulariaceae, ordinul Lamiales, descrisă de Sylven. Conform Catalogue of Life specia Utricularia nigrescens nu are subspecii cunoscute.